# Gmina Svenljunga
Gmina Svenljunga (szw. Svenljunga kommun) – gmina w Szwecji, w regionie Västra Götaland, z siedzibą w Svenljunga.
Pod względem zaludnienia Svenljunga jest 207. gminą w Szwecji. Zamieszkuje ją 10 468 osób, z czego 49,5% to kobiety (5182) i 50,5% to mężczyźni (5286). W gminie zameldowanych jest 380 cudzoziemców. Na każdy kilometr kwadratowy przypada 11,31 mieszkańca. Pod względem wielkości gmina zajmuje 115. miejsce.